# Monon
Monon é uma cidade  localizada no estado americano de Indiana, no Condado de White.

## Demografia
Segundo o censo americano de 2000, a sua população era de 1733 habitantes.
Em 2006, foi estimada uma população de 1645, um decréscimo de 88 (-5.1%).

## Geografia
De acordo com o United States Census Bureau tem uma área de
1,5 km², dos quais 1,5 km² cobertos por terra e 0,0 km² cobertos por água. Monon localiza-se a aproximadamente 208 m acima do nível do mar.

## Localidades na vizinhança
O diagrama seguinte representa as localidades num raio de 16 km ao redor de Monon.